# Norstedts
A Norstedts Förlagsgrupp AB é uma empresa editorial sueca, com sede em Estocolmo, e composta por várias editoras, entre as quais a Norstedts e a Rabén & Sjögren.

Enquanto a Norstedts publica livros para adultos, a Rabén & Sjögren publica livros para crianças.
A empresa tem cerca de 180 empregados, e edita cerca de 400 livros por ano.